# Мелье, Иллан
Иллан Стефан Мелье (фр. Illan Stéphane Meslier; родился 2 марта 2000 года в Лорьяне, Франция) — французский футболист, вратарь клуба «Лидс Юнайтед».

## Клубная карьера

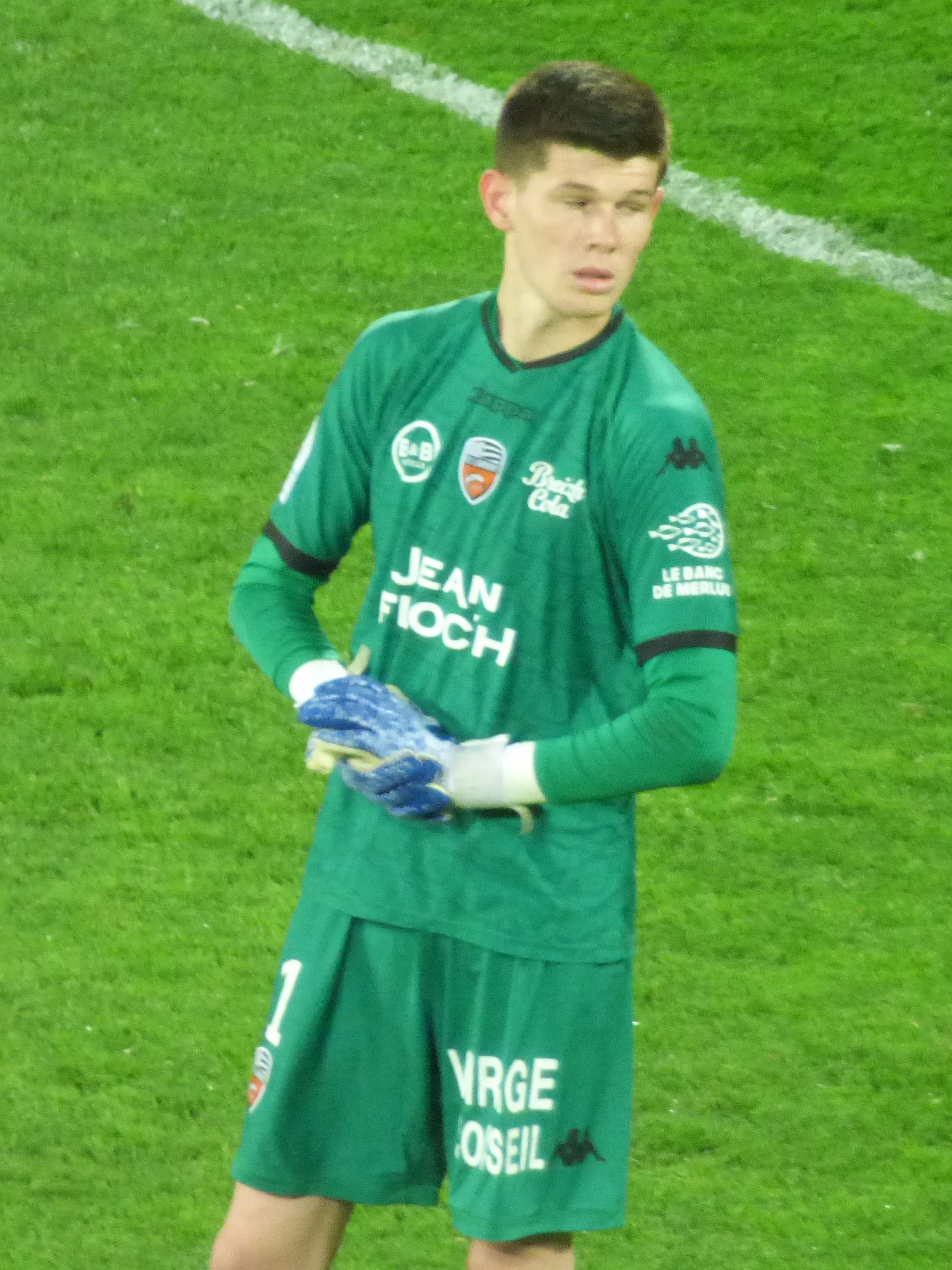
Мелье в составе «Лорьяна»

Мелье — воспитанник клубов «Мерлеване» и «Лорьян». В 2017 году для получения игровой практики он начал выступать за команду дублёров последнего. 14 августа 2018 года в поединке Кубка французской лиги против «Валансьена» Иллан дебютировал за основной состав. 3 сентября в матче против «Гренобля» он дебютировал в Лиге 2.
Летом 2019 года Мелье был арендован английским Лидс Юнайтед. 6 января 2020 года в поединке Кубка Англии против лондонского «Арсенала» Иллан дебютировал за основной состав. 29 февраля в матче против «Халл Сити» он дебютировал в Чемпионшипе. По итогам сезона Мелье помог команде выйти в элиту, а клуб выкупил трансфер игрока за 6,4 млн евро. Иллан подписал контракт на 3 года. В матче против «Ливерпуля» он дебютировал в английской Премьер лиге.

## Международная карьера
В 2017 году Мелье принял участие в юношеском чемпионате мира в Индии. На турнире он был запасным и на поле не вышел. В 2019 году Иллан в составе молодёжной сборной Франции принял участие в молодёжном чемпионате мира в Польше. На турнире он сыграл в матчах против команд Саудовской Аравии и Мали.
В 2021 году Мелье в составе молодёжной сборной Франции принял участие в молодёжном чемпионате Европы в Венгрии и Словении. На турнире он сыграл в матчах против Нидерландов.

## Достижения
«Лидс Юнайтед»
- Победитель Чемпионшипа Английской футбольной лиги (2): 2019/20, 2024/25